# Flötningssjön
Flötningssjön (på norska Fløtningsjøen) är en sjö i Älvdalens kommun i Dalarna och Engerdals kommun i Norge. Sjön ingår i Dalälvens huvudavrinningsområde. Den har en area på 2,26 kvadratkilometer och ligger 662,4 meter över havet. Flötningssjön avvattnas av vattendraget Dalälven (Österdalälven).

## Delavrinningsområde
Flötningssjön ingår i det delavrinningsområde (686537-130970) som SMHI kallar för Utloppet av Flötningssjön. Medelhöjden är 696 meter över havet och ytan är 19,93 kvadratkilometer. Räknas de 7 avrinningsområdena uppströms in blir den ackumulerade arean 199,64 kvadratkilometer. Avrinningsområdets utflöde Dalälven (Österdalälven) mynnar i havet. Avrinningsområdet består mestadels av skog (53 procent) och kalfjäll (21 procent). Avrinningsområdet har 2,03 kvadratkilometer vattenytor vilket ger det en sjöprocent på 10,2 procent.